# Ablution
 (août 2011).
Si vous disposez d'ouvrages ou d'articles de référence ou si vous connaissez des sites web de qualité traitant du thème abordé ici, merci de compléter l'article en donnant les références utiles à sa vérifiabilité et en les liant à la section « Notes et références ».
Une ablution (latin ablutio, je me lave ; lavement) est une purification rituelle de certaines parties du corps avant certains actes religieux. L'eau est un symbole de purification présent dans de nombreuses grandes religions :
- dans le judaïsme, le mikvé est un bain rituel utilisé pour l'ablution nécessaire aux rites de pureté ;
- dans le christianisme, l'eau est utilisée pour le baptême, acte de foi devant une assemblée en reconnaissant Jésus-Christ comme Sauveur et Seigneur de sa vie (immersion partielle ou totale) et réalisé par le prêtre ou pasteur au cours de la messe ou du culte. Le baptisé devient « enfant de Dieu » ;
- dans l'islam, l'eau est utilisée pour purifier le musulman au cours des ablutions qui précèdent les prières, ou salat, tel que prévu par le Coran et la Sunna ;

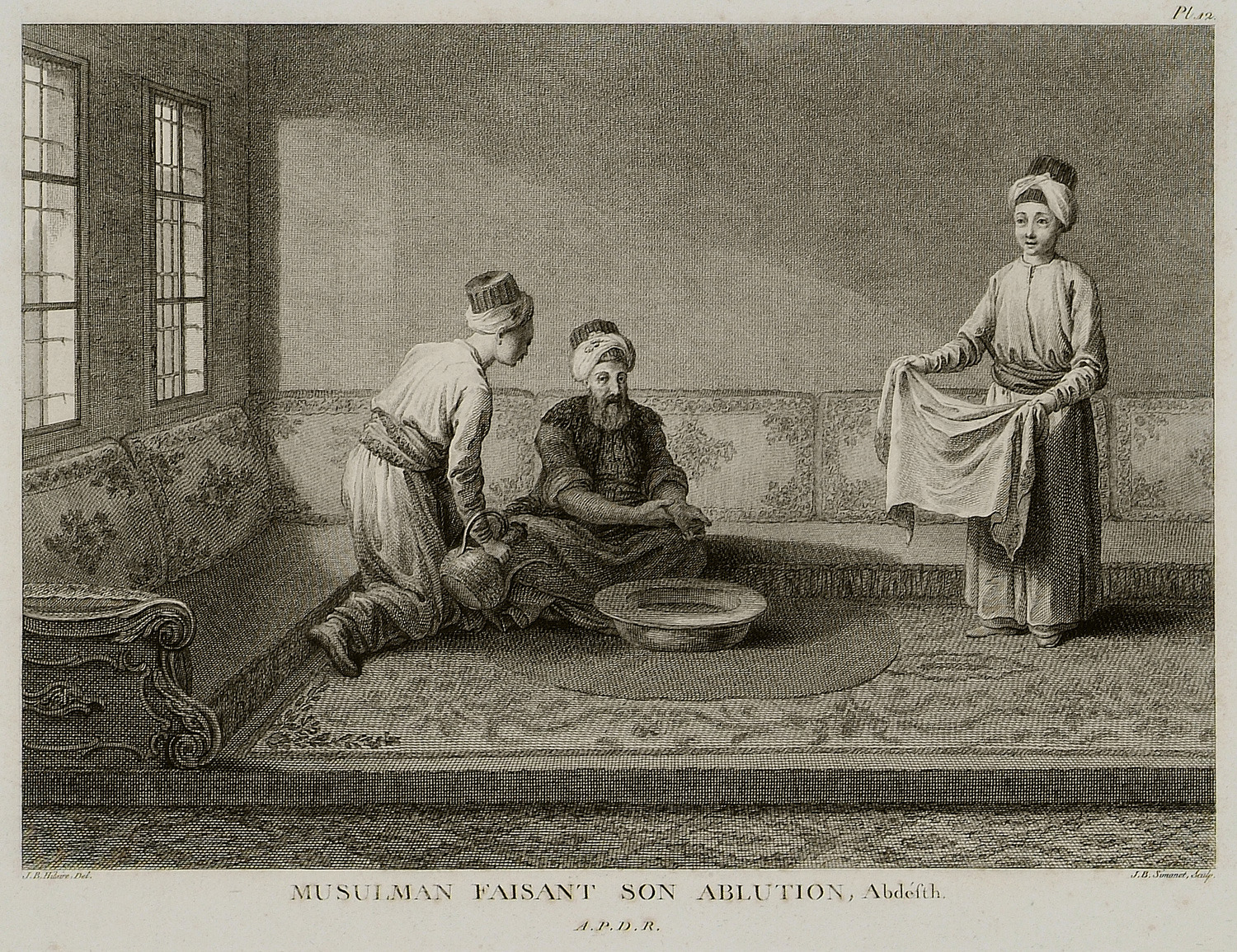
Musulman faisant son ablution (1787).

- dans l'Église de Jésus-Christ des Saints des derniers Jours, l'ablusion fait partie des ordonnances préparatoires avant de faire la dotation.
- dans l'hindouisme, l'eau a des pouvoirs de purification ;
- dans le shintoïsme, on retrouve le misogi (禊?) qui est une purification par une chute d'eau ou un cours d'eau et plus communément, sa version simplifiée le o-harai (お祓い) que l'on pratique au chōzuya en se lavant les mains et en se rinçant la bouche à l'aide d'une louche appelée hishaku (柄杓)

Les ablutions et la notion de pureté rituelle sont parmi les héritages du judaïsme et de l'islam alors que le christianisme le pratique beaucoup moins
Dans l'Église de Jésus-Christ des Saints des Derniers Jours, l'ablusion est symbole de purification avant de recevoir la dotation. La dotation, dans un sens général, signifie don de pouvoir venant de Dieu. Les membres de l’Église qui sont dignes peuvent être dotés de puissance par les ordonnances du temple qui leur donnent l’enseignement et les alliances de la Sainte Prêtrise dont ils ont besoin pour parvenir à l’exaltation. La dotation comprend des enseignements concernant le plan de salut. La dotation se reçoit en deux temps. Dans un premier temps, la personne reçoit les ordonnances préliminaires appelées ordonnances préparatoires. Elles comprennent trois ordonnances : les ablutions, l’onction et l’habillage (voir Exode 29:4-9). Ce sont des bénédictions spéciales liées à l’héritage et au potentiel divins de la personne.

## Ablutions dans lejudaïsme
Dans le judaïsme, c'est une purification rituelle allant de l'immersion de tout le corps jusqu'à une simple aspersion d'eau sur les mains. La Torah prescrivait une immersion totale dans une source naturelle, une rivière, ou un bain rituel pour purifier les personnes ou les objets rendus impurs par contact avec diverses sources d'impureté comme le sang ou les cadavres.
Le bain au mikvé est exigé de la femme niddah pour que son mari puisse avoir des relations avec elle.
Le bain au mikvé est également exigé du nouveau converti (guer).
Les ablutions qui utilisent un récipient spécifique avec deux hanses, sont effectuées au réveil, après les toilettes (suivies de la bénédiction de Acher yatsar/qui a créé, remerciant Dieu qui veille à chaque instant à la santé de ses créatures) et avant la prière ou avant tout autre rituel religieux en versant de l'eau trois fois sur chaque main en alternant à chaque versement entre la main droite et la main gauche. Inversement, l'ablution qui précède la bénédiction et la consommation du pain est effectuée par trois versements de suite sur la main droite puis sur la gauche, puis suivie de la prononciation de la bénédiction en Hébreu : Loué soit tu, Éternel notre Dieu Maître du monde qui nous a sanctifié par ses commandements et nous a ordonné l'ablution des mains. Cette bénédiction est également prononcée dans les bénédictions qui précèdent la prière du matin et porte sur la première ablution de la journée effectuée au lever. Les plus observants disposent le récipient rempli d'eau et une bassine le soir à côté de leur lit pour effectuer l'ablution directement depuis celui-ci, au réveil sans avoir à marcher quatre pas en gardant sur eux l'esprit impur de la nuit, ainsi que le préconisent certains talmudistes décisionnaires du moyen âge.

## Ablutions dans lechristianisme
Le christianisme ne retient des ablutions que leur sens symbolique dans le rite du baptême et lors de la célébration eucharistique. Selon l’Église concernée ce rite consiste en une simple aspersion d’eau sur le front ou à une immersion complète dans un bassin. C’est un héritage du rite du baptême pratiqué par Jean-Baptiste et qui existait déjà dans certaines sectes juives de son époque.
Lors de la célébration eucharistique, précédent la consécration des deux espèces où le pain et le vin deviendront le corps et le sang du Christ, le prêtre catholique procède au lavement des mains, rituel de purification. Ainsi lorsque le servant de messe verse délicatement sur les mains du prêtre l'eau, le prêtre récite un verset du psaume 51 : « Seigneur, purifie-moi de mon péché et lave-moi de mes fautes » et essuie l'eau avec un linge liturgique (manuterge). L'eau ayant servi aux ablutions du célébrant sera par la suite versée dans un récipient (piscine) prévu pour recevoir l'eau des ablutions ou dans la terre. Car cette eau ne peut être versée dans un endroit quelconque.
De même, au moment de l'offertoire, le prêtre mêle un peu d'eau au vin dans le calice. Ce rite a été rendu obligatoire dans l'Église catholique par le concile de Trente, le 13 décembre 1545.

## Ablutions dans l'islam

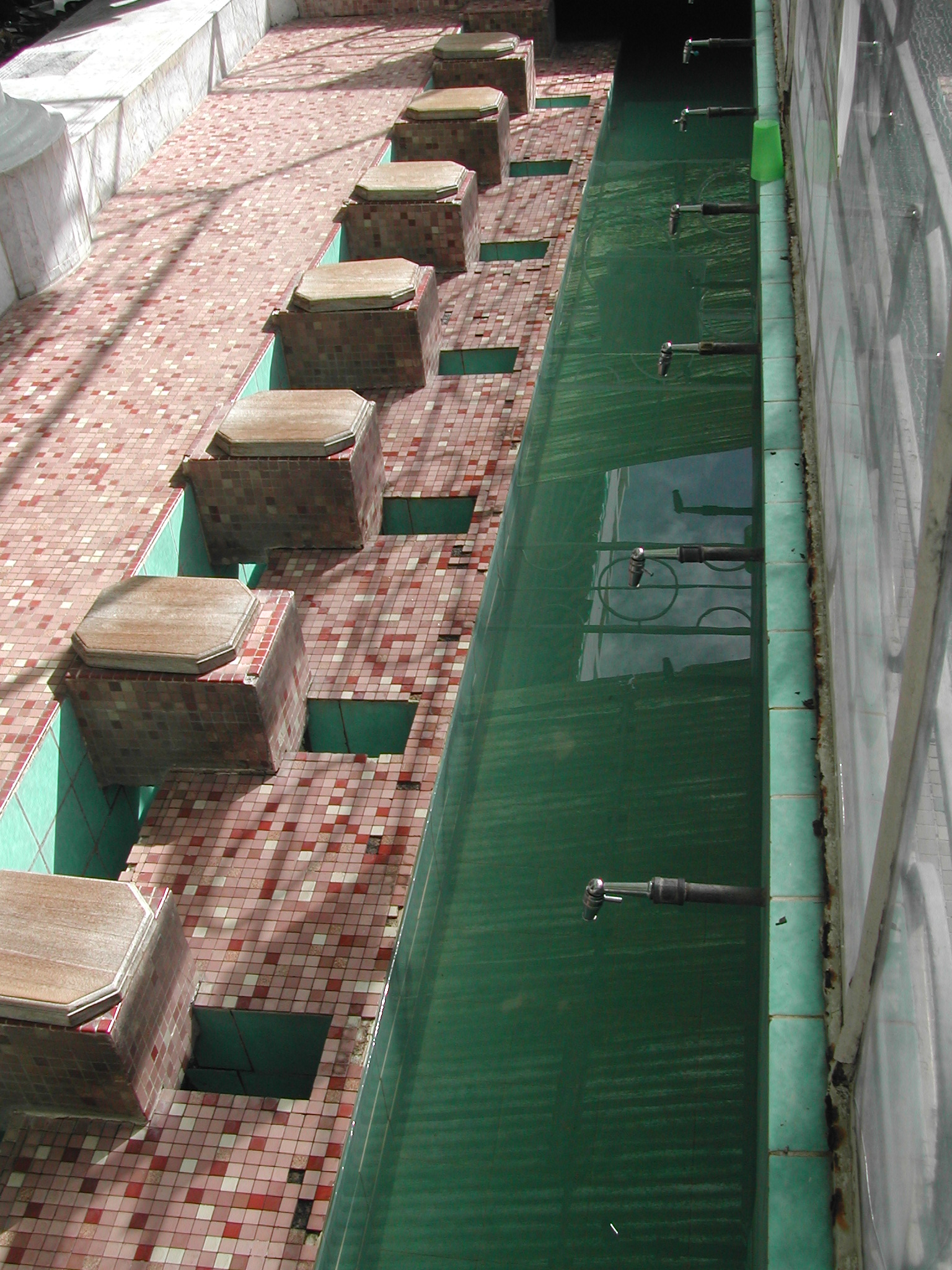
Un bassin dédié aux ablutions dans la mosquée Noor-e-Islam, en France (Saint-Denis, île de La Réunion).

L'islam distingue trois types d'ablutions : les grandes ablutions (ghusl, غسل, bain rituel), les petites ablutions (wodzūʾ, وضوء, ablution) et les ablutions sèches. Ces ablutions visent à se mettre dans un état de pureté rituelle.

### Les petites ablutions
Le wodzū est un prérequis obligatoire avant de prier. Le wodzū doit être pratiqué obligatoirement par un musulman avant la circumambulation, ou tawaf autour de la Kaâba, aussi avant toucher les mots du Coran ou la preuve en cela réside dans la sourate 56 al waqia (l'événement) verset 77 à 79 où Allah dit : " Et c'est certainement un Coran noble, dans un Livre bien gardé, que seuls les purifiés touchent."

### Les grandes ablutions
La grande ablutions  consiste en un bain rituel. Il est exigé pour les femmes après les menstrues ou les lochies.
Il est aussi exigé aussi bien pour les hommes que pour les femmes après un rapport sexuel qu'il y ait eu éjaculation ou non.
Il est aussi exigé après éjaculation due au désir (même suscitée par l'imagination ou pendant le rêve). Il est aussi obligatoire après avoir touché au cadavre (tout le corps sauf les cheveux) humain qui a été froid et n'ayant déjà subi les trois bains rituels prescrits du mort.
Enfin, il est aussi exigé pour les nouveaux convertis.
Il est recommandé de le faire pour la prière du vendredi, les prières de l'aïd ou bien avant de revêtir l'ihram.

### Les trois ablutions du décédé
Tous les musulmans qui décèdent doivent faire trois ablutions avant l'enterrement ou les toilettes mortuaires :
1. L'eau avec sidr (feuilles de jujubier) ;
2. L'eau pure ;
3. L'eau et du camphre (kafour).

### Les ablutions sèches
En l'absence de point d'eau ou lorsque le fidèle ne doit pas entrer en contact avec de l'eau pour des raisons médicales, celui-ci peut accomplir les ablutions sèches (tayammum) en ayant recours à une matière minérale.

### Les actes obligatoires des ablutions
1. Mettre l’intention dans son cœur, et ne pas la formuler à voix haute. Quant à celui qui fait ses ablutions uniquement pour se rafraîchir ou pour se nettoyer, alors elles ne le rendront pas pur pour accomplir la prière.
2. Le lavage des mains jusqu’aux poignets.
3. Le lavage du visage : le rinçage de la bouche et le fait d’aspirer de l’eau dans le nez en font partie ainsi que du visage.
4. Le lavage des mains jusqu’aux avant-bras inclus.
5. L’essuyage de la tête entière, ainsi que des oreilles.
6. Le lavage des pieds jusqu’aux chevilles incluses.
7. L’ordre à respecter entre les différentes parties du corps.
8. La continuité dans le lavage des différentes parties du corps, de telle sorte à ne pas laisser un membre sécher avant de passer au suivant.

## Ablutions dans l'hindouisme
Avant de prier, les hindous sont vêtus de vêtements amples et propres après avoir pris une douche, ce sont des rituels de purification. Les bains dans le Gange ou le Yamuna, deux fleuves sacrés, sont fréquents pour les croyants.